# Reflektor (album)

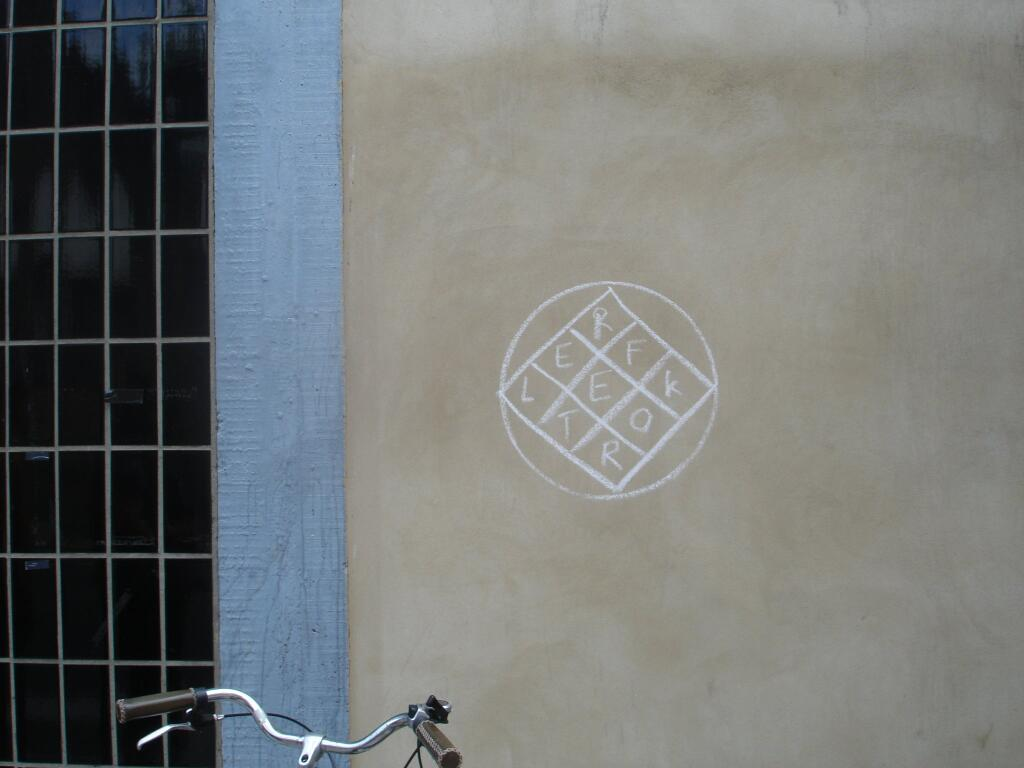
Logotypen för albumet målad på en vägg i London.

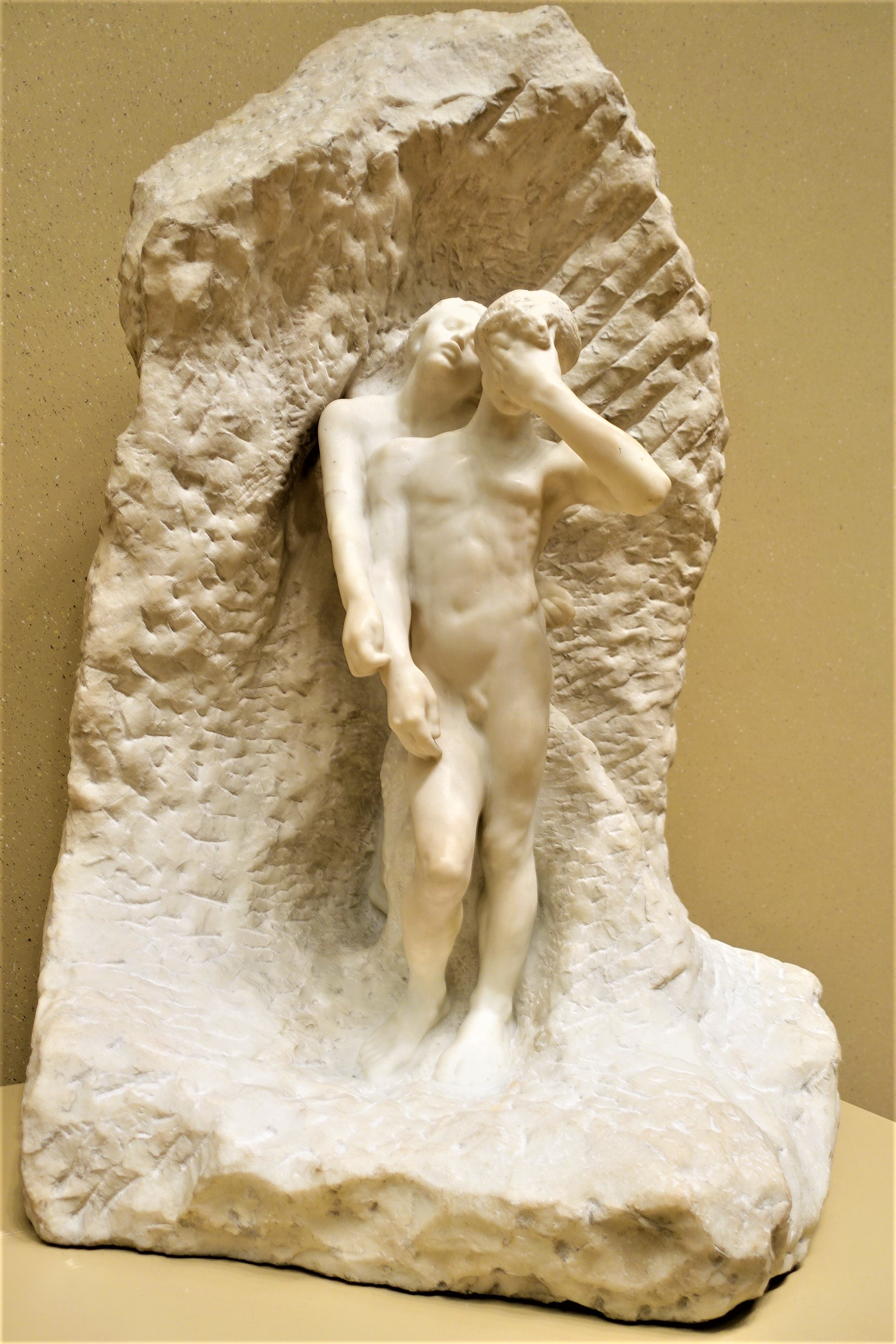
Skivomslaget föreställer "Orpheus och Eurydike" av Auguste Rodin.

Reflektor är Arcade Fires fjärde fullängdsalbum. Albumet släpptes 28 oktober 2013. På titelspåret, "Reflektor", medverkar David Bowie på sång.
Skivsläppet föregicks av en gerillareklamkampanj där logotypen för albumet målades på väggar samt spreds via posters och anslagstavlor världen över.

## Låtlista
1. "Reflektor" -7:34
2. "We Exist" - 5:43
3. "Flashbulb Eyes" - 2:42
4. "Here Comes the Night Time" - 6:30
5. "Normal Person" - 4:22
6. "You Already Know" - 3:59
7. "Joan of Arc" - 5:24
8. "Here Comes the Night Time II" - 2:51
9. "Awful Sound (Oh Eurydice)" - 6:13
10. "It's Never Over (Hey Orpheus)" - 6:42
11. "Porno" - 6:02
12. "Afterlife" - 5:52
13. "Supersymmetry" - 11:16